# Niinisaari (ö i Södra Savolax, Nyslott, lat 62,15, long 29,27)
Niinisaari är en ö i Finland. Den ligger i sjön Orivesi och i kommunen Nyslott i  landskapet Södra Savolax, i den sydöstra delen av landet, 300 km nordost om huvudstaden Helsingfors. Öns area är 5,7 hektar och dess största längd är 440 meter i sydöst-nordvästlig riktning.